# Scuola Fratelli Garrone
La scuola primaria Fratelli Garrone è un edificio scolastico di Roma situato su corso Duca di Genova, nel quartiere Lido di Ostia Ponente.
Ospita la sede secondaria dell'Istituto Comprensivo "Via Giuliano da Sangallo".

## Storia
Nel 1934, il Governatorato di Roma commissionò, all'architetto Ignazio Guidi, la progettazione di un nuovo edificio scolastico per il Lido di Roma che avesse le caratteristiche iniziali per ospitare una popolazione scolastica eterogenea: elementare, ginnasiale e di avviamento al lavoro, per poi, mediante il semplice spostamento di tramezzi, far sì che la scuola ospitasse un unico tipo di insegnamento. La scuola fu dedicata ai fratelli Giuseppe e Eugenio Garrone, entrambi medaglia d'oro al valor militare.

## Descrizione
I tre corpi fabbrica sono destinati ai tre diversi indirizzi d'insegnamento, assegnando ventiquattro aule alle elementari, dieci per il ginnasio e dieci per il corso di avviamento al lavoro. Il corpo fabbrica per le elementari è dotato di ampio refettorio e tre aule per insegnamenti speciali. La scuola è dotata di una grande palestra con spogliatoi, docce e accesso indipendente, e di un posto di pronto soccorso, anch'esso dotato di accesso indipendente e aperto anche nelle ore e nei giorni di chiusura della scuola.
Sul retro dell'edificio sono presenti spazi per le attività all'aperto e i campi da gioco.